# Rally van Nieuw-Zeeland 2006
De Rally van Nieuw-Zeeland 2006, formeel 37th Propecia Rally New Zealand, was de 37e editie van de Rally van Nieuw-Zeeland en de vijftiende ronde van het wereldkampioenschap rally in 2006. Het was de 422e rally in het wereldkampioenschap rally die georganiseerd wordt door de Fédération Internationale de l'Automobile (FIA). De start en finish was in Hamilton.

## Programma
| Etappe | Datum                | Klassementsproeven | Competitieve afstand |
| ------ | -------------------- | ------------------ | -------------------- |
| 1      | Vrijdag 17 november  | 5                  | 131,66 kilometer     |
| 2      | Zaterdag 18 november | 6                  | 127,07 kilometer     |
| 3      | Zondag 19 november   | 6                  | 95,48 kilometer      |
|        |                      |                    |                      |
| Totaal | Totaal               | 17                 | 354,21 kilometer     |

## Resultaten
| Algemene top tien | Algemene top tien | Algemene top tien  | Algemene top tien          | Algemene top tien | Algemene top tien | Algemene top tien | Algemene top tien |
| Pos.              | #                 | Rijder             | Auto                       | Gr/kl             | Tijd              | Eerste            | Punten            |
| Pos.              | #                 | Navigator          | Inschrijving               | C                 | Straftijd         | Vorige            | Punten            |
| ----------------- | ----------------- | ------------------ | -------------------------- | ----------------- | ----------------- | ----------------- | ----------------- |
| 1.                | 3                 | Marcus Grönholm    | Ford Focus RS WRC 06       | A8                | 4:02:30,7         | 0:00              | 10                |
| 1.                | 3                 | Timo Rautiainen    | BP Ford World Rally Team   | C                 |                   | =                 | 10                |
| 2.                | 4                 | Mikko Hirvonen     | Ford Focus RS WRC 06       | A8                | 4:03:26,7         | + 56,0            | 8                 |
| 2.                | 4                 | Jarmo Lehtinen     | BP Ford World Rally Team   | C                 |                   | + 56,0            | 8                 |
| 3.                | 7                 | Manfred Stohl      | Peugeot 307 WRC            | A8                | 4:05:10,0         | + 2:39,3          | 6                 |
| 3.                | 7                 | Ilka Minor         | OMV Peugeot Norway         | C                 |                   | + 1:43,3          | 6                 |
| 4.                | 1                 | Xavier Pons        | Citroën Xsara WRC          | A8                | 4:05:26,8         | + 2:56,1          | 5                 |
| 4.                | 1                 | Carlos del Barrio  | Kronos Total Citroën WRT   | C                 |                   | + 16,8            | 5                 |
| 5.                | 2                 | Daniel Sordo       | Citroën Xsara WRC          | A8                | 4:05:51,4         | + 3:20,7          | 4                 |
| 5.                | 2                 | Marc Martí         | Kronos Total Citroën WRT   | C                 |                   | + 24,6            | 4                 |
| 6.                | 5                 | Petter Solberg     | Subaru Impreza S12 WRC 06  | A8                | 4:07:27,8         | + 4:57,1          | 3                 |
| 6.                | 5                 | Phil Mills         | Subaru World Rally Team    | C                 | 1:00              | + 1:36,4          | 3                 |
| 7.                | 10                | Luis Pérez Companc | Ford Focus RS WRC 06       | A8                | 4:13:22,3         | + 10:51,6         | 2                 |
| 7.                | 10                | José Maria Volta   | Stobart VK Ford Rally Team | C                 | 0:20              | + 5:54,5          | 2                 |
| 8.                | 37                | Jari-Matti Latvala | Subaru Impreza WRX STi     | N4                | 4:18:53,1         | + 16:22,4         | 1                 |
| 8.                | 37                | Miikka Anttila     | Jari-Matti Latvala         | N4                | 1:00              | + 5:30,8          | 1                 |
| 9.                | 61                | Juho Hänninen      | Mitsubishi Lancer Evo IX   | N4                | 4:20:00,9         | + 17:30,2         |                   |
| 9.                | 61                | Marko Sallinen     | Juho Hänninen              | N4                |                   | + 1:07,8          |                   |
| 10.               | 59                | Richard Mason      | Subaru Impreza WRX STi     | N4                | 4:22:50,7         | + 20:20,0         |                   |
| 10.               | 59                | Sara Mason-Randall | Richard Mason Motorsport   | N4                |                   | + 2:49,8          |                   |
| DNF top tien      |                   |                    |                            |                   |                   |                   |                   |
| Pos.              | #                 | Rijder             | Auto                       | Gr/kl             | KP                | Reden             | Reden             |
| Pos.              | #                 | Navigator          | Inschrijving               | C                 | KP                | Reden             | Reden             |
| DNF               | 6                 | Chris Atkinson     | Subaru Impreza S12 WRC 06  | A8                | 9                 | Wielophanging     | Wielophanging     |
| DNF               | 6                 | Glenn MacNeall     | Subaru World Rally Team    | C                 | 9                 | Wielophanging     | Wielophanging     |
| DNF               | 38                | Leszek Kuzaj       | Subaru Impreza WRX STi     | N4                | 15                | Onbekend          | Onbekend          |
| DNF               | 38                | Maciej Szczepaniak | Leszek Kuzaj               | N4                | 15                | Onbekend          | Onbekend          |
| DNF               | 43                | Natalie Barratt    | Mitsubishi Lancer Evo IX   | N4                | 14                | Versnellingsbak   | Versnellingsbak   |
| DNF               | 43                | Dale Moscatt       | Natalie Barratt            | N4                | 14                | Versnellingsbak   | Versnellingsbak   |
| DNF               | 45                | Aki Teiskonen      | Subaru Impreza WRX STi     | N4                | 1                 | Elektrisch        | Elektrisch        |
| DNF               | 45                | Miika Teiskonen    | Syms Rally Team            | N4                | 1                 | Elektrisch        | Elektrisch        |
| DNF               | 60                | Chris West         | Subaru Impreza WRX STi     | N4                | 8                 | Ongeluk           | Ongeluk           |
| DNF               | 60                | Garry Cowan        | Chris West                 | N4                | 8                 | Ongeluk           | Ongeluk           |
| DNF               | 62                | Andrew Hawkeswood  | Mitsubishi Lancer Evo VII  | A8                | 17                | Wielophanging     | Wielophanging     |
| DNF               | 62                | Jeff Cress         | Force Motorsport Ltd.      | A8                | 17                | Wielophanging     | Wielophanging     |
| DNF               | 65                | Glenn Inkster      | Mitsubishi Lancer Evo 6.5  | A8                | 17                | Onbekend          | Onbekend          |
| DNF               | 65                | Glenn Goldring     | ETCO Rally Team            | A8                | 17                | Onbekend          | Onbekend          |

| PWRC top drie | PWRC top drie         | PWRC top drie |
| Pos.          | Rijder                | Pnt.          |
| ------------- | --------------------- | ------------- |
| 1             | Jari-Matti Latvala    | 10            |
| 2             | Richard Mason         | 8             |
| 3             | Alexander Dorosinskiy | 6             |

## Statistieken

#### Klassementsproeven
| Etappe | Datum       | KP | Starttijd | Naam                          | Lengte   | Snelste rijder              | Tijd    | Gem. snelheid | Rallyleider     |
| ------ | ----------- | -- | --------- | ----------------------------- | -------- | --------------------------- | ------- | ------------- | --------------- |
| 1      | 17 november | 1  | 9:33      | Pirongia West 1               | 20,38 km | Marcus Grönholm             | 15:09,7 | 80,65 km/u    | Marcus Grönholm |
| 1      | 17 november | 2  | 10:31     | Te Koraha 1                   | 43,88 km | Marcus Grönholm             | 29:44,7 | 88,51 km/u    | Marcus Grönholm |
| 1      | 17 november | 3  | 14:50     | Pirongia West 2               | 20,38 km | Marcus Grönholm             | 14:53,6 | 82,10 km/u    | Marcus Grönholm |
| 1      | 17 november | 4  | 15:48     | Te Koraha 2                   | 43,88 km | Marcus Grönholm             | 29:10,2 | 90,26 km/u    | Marcus Grönholm |
| 1      | 17 november | 5  | 18:00     | Mystery Creek Super Special 1 | 3,14 km  | Marcus Grönholm             | 2:59,8  | 62,87 km/u    | Marcus Grönholm |
|        |             |    |           |                               |          |                             |         |               | Marcus Grönholm |
| 2      | 18 november | 6  | 9:23      | Port Waikato                  | 18,18 km | Marcus Grönholm             | 10:25,3 | 104,67 km/u   | Marcus Grönholm |
| 2      | 18 november | 7  | 10:01     | Klondyke                      | 13,88 km | Chris Atkinson              | 11:18,9 | 73,60 km/u    | Marcus Grönholm |
| 2      | 18 november | 8  | 10:34     | Wairamarama                   | 31,68 km | Chris Atkinson              | 22:33,3 | 84,90 km/u    | Marcus Grönholm |
| 2      | 18 november | 9  | 15:18     | Te Akau South                 | 27,55 km | Marcus Grönholm             | 18:37,4 | 88,76 km/u    | Marcus Grönholm |
| 2      | 18 november | 10 | 16:01     | Te Akau North                 | 32,64 km | Mikko Hirvonen              | 18:08,2 | 107,98 km/u   | Marcus Grönholm |
| 2      | 18 november | 11 | 18:15     | Mystery Creek Super Special 2 | 3,14 km  | Marcus Grönholm             | 2:59,5  | 62,97 km/u    | Marcus Grönholm |
|        |             |    |           |                               |          |                             |         |               | Marcus Grönholm |
| 3      | 19 november | 12 | 7:38      | Maungatawhiri 1               | 6,69 km  | Marcus Grönholm             | 3:40,6  | 109,17 km/u   | Marcus Grönholm |
| 3      | 19 november | 13 | 8:06      | Te Hutewai 1                  | 11,23 km | Marcus Grönholm             | 7:56,2  | 84,90 km/u    | Marcus Grönholm |
| 3      | 19 november | 14 | 8:34      | Whaanga Coast 1               | 29,82 km | Marcus Grönholm             | 21:38,1 | 82,70 km/u    | Marcus Grönholm |
| 3      | 19 november | 15 | 12:03     | Maungatawhiri 2               | 6,69 km  | Marcus Grönholm             | 3:37,5  | 110,73 km/u   | Marcus Grönholm |
| 3      | 19 november | 16 | 12:31     | Te Hutewai 2                  | 11,23 km | Marcus Grönholm Xavier Pons | 7:57,7  | 84,63 km/u    | Marcus Grönholm |
| 3      | 19 november | 17 | 12:59     | Whaanga Coast 2               | 29,82 km | Xavier Pons                 | 21:09,7 | 84,55 km/u    | Marcus Grönholm |

| KP overwinningen | KP overwinningen |
| Rijder           | Aantal           |
| ---------------- | ---------------- |
| Marcus Grönholm  | 13               |
| Chris Atkinson   | 2                |
| Xavier Pons      | 2                |
| Mikko Hirvonen   | 1                |

## Kampioenschap standen

#### Rijders
|   | Pos. | Rijder          | Pnt. |
| - | ---- | --------------- | ---- |
| = | 1    | Sébastien Loeb  | 112  |
| = | 2    | Marcus Grönholm | 101  |
| = | 3    | Mikko Hirvonen  | 65   |
| = | 4    | Daniel Sordo    | 47   |
| = | 5    | Manfred Stohl   | 46   |

#### Constructeurs
|   | Pos. | Constructeur               | Pnt. |
| - | ---- | -------------------------- | ---- |
| = | 1    | BP Ford World Rally Team   | 185  |
| = | 2    | Kronos Total Citroën WRT   | 160  |
| = | 3    | Subaru World Rally Team    | 97   |
| = | 4    | OMV Peugeot Norway         | 80   |
| = | 5    | Stobart VK Ford Rally Team | 39   |

- Vetgedrukte tekst betekent wereldkampioen.
- Noot: Enkel de top 5-posities worden in beide standen weergegeven.